# What You Waiting For (canción de Somi)
«What You Waiting For» es una canción de la cantante de K-Pop Somi, publicada por The Black Label e Interscope Records el 22 de julio de 2020.

## Antecedentes y lanzamiento
El 14 de julio de 2021, The Black Label publicó un póster promocional de la canción con su fecha de lanzamiento, confirmando que Somi haría un comeback sorpresa en apenas una semana. Luego, el 15 de julio se publicó el segundo póster promocional, que revela el título de la canción «What You Waiting For». Al día siguiente, se reveló un póster de créditos que muestra que Somi también se encargó de la composición, escritura y producción de las canciones. El 18 de julio se publicó el tercer póster promocional.
El 22 de julio se publicó «What You Waiting For».

## Composición
«What You Waiting For» fue escrita por Teddy, Somi y Danny Chung y compuesta por los dos primeros junto a R.Tee y 24. En una entrevista Somi dijo que no se inspiró concretamente para la canción, posiblemente debido a la espera de los tacos y las alitas de pollo por la noche.
Jeff Benjamin de Forbes describe, «La cancion recién lanzada se abre con una sutil producción de synth-pop, rebotando a través de la electrónica con vibras estilo HTM y un coro activo de power-pop mientras Somi le dice a un amante temeroso: «Baby, I’ve been waiting for you all this time!» (tdl. ‘Cariño, ¡te estuve esperándote todo este tiempo!’).

## Videoclip
El 17 de julio, se publicó el primer teaser del videoclip. cuyo segundo teaser se publicó tres días después y el tercer teaser un día después. El videoclip se publicó el 22 de julio junto con el lanzamiento del sencillo.
El video muestra a Somi que parecía más confiada que nunca aquiriendo diferentes apariencias y lados de sí misma mientras literalmente rompe barreras. El video tuvo más de seis millones de visitas en sus primeras 24 horas de su estreno. Para el 8 de noviembre de 2020, el videoclip consiguió más de 18 millones de visitas.

## Rendimiento comercial
La canción alcanzó el puesto 53 en la lista surcoreana Gaon, convirtiéndose en el tercer puesto más alto de Somi en la lista. En Malasia, la canción alcanzó el puesto 8, convirtiéndose en su primer éxito en el top diez del país. En Singapur, la canción alcanzó el puesto dos convirtiéndose en la posición más alta allí. La canción también alcanzó el puesto 8 en la lista World Digital Song Sales de Billboard World, convirtiéndose en su segundo top 10 en la lista.

## Reconocimientos

### Victorias en programas de música
El 6 de agosto de 2020, Somi hizo su primera victoria musical con la canción en el programa M Countdown.
| Programa            | Fecha               | Ref.   |
| ------------------- | ------------------- | ------ |
| M! Countdown (Mnet) | 6 de agosto de 2020 | [ 18 ] |

### Listas de fin de año
| Publicación | Lista                                               | Rango | Ref.   |
| ----------- | --------------------------------------------------- | ----- | ------ |
| Hypebae     | Las mejores canciones y videoclips de k-pop de 2020 | N/A   | [ 19 ] |

## Posiciones en listas
| Listas (2020)                                       | Mejor posición |
| --------------------------------------------------- | -------------- |
| Malasia (RIM)                                       | 8              |
| Nueva Zelanda Hot Singles (RMNZ)                    | 38             |
| Singapur (RIAS)                                     | 2              |
| Corea del Sur (Gaon)                                | 53             |
| Corea del Sur (K-pop Hot 100)                       | 33             |
| Estados Unidos World Digital Song Sales (Billboard) | 8              |

## Historial de lanzamientos
| Región         | Fecha               | Formato                     | Discográfica    |
| -------------- | ------------------- | --------------------------- | --------------- |
| Varios         | 22 de julio de 2020 | descarga digital, streaming | The Black Label |
| Estados Unidos | 22 de julio de 2020 | descarga digital, streaming | Interscope      |